# Messiasia dalcyana
Messiasia dalcyana är en tvåvingeart som beskrevs av Andretta 1951. Messiasia dalcyana ingår i släktet Messiasia och familjen Mydidae. Inga underarter finns listade i Catalogue of Life.